# Журавлёв, Виктор Лаврентьевич
Ви́ктор Лавре́нтьевич Журавлёв (род. 3 декабря 1933) — советский и российский дипломат. Чрезвычайный и полномочный посол (1990).

## Биография
Окончил Московский государственный институт международных отношений (МГИМО) МИД СССР (1955) и Высшую дипломатическую школу МИД СССР (1969). Владеет арабским, французским, английским и латышским языками. На дипломатической работе с 1956 года.
- С 13 мая 1986 по 21 марта 1991 года — чрезвычайный и полномочный посол СССР в Джибути[1].
- С сентября 1991 года — старший советник Департамента Африки МИД СССР, России.
- С 1999 года — генеральный консул России в Алеппо (Сирия).

## Дипломатический ранг
- Чрезвычайный и полномочный посол (18 октября 1990)[2].

## Публикации
- Джибути: Справочник/ В. Л. Журавлев; Рос. акад. наук, Ин-т Африки. — Москва: Восточная литература, 2003 — ISBN 5-02-018322-9.